# Atari Microsoft BASIC
O Atari Microsoft BASIC e Atari Microsoft BASIC II são versões do Microsoft BASIC para a família de máquinas Atari 8-bit.
A Atari licenciara o Microsoft BASIC para a sua utilização nos computadores a 8 bits, mas não o conseguiram colocar nas Tapes de 8 KB (dispositivos ROM) (o máximo na época) pois ocupava 18K. Recorreram então a outra empresa, a Shepardson Microsystems Inc., que criou o Atari BASIC.
Atari Microsoft BASIC, ao contrário do Atari BASIC, não permitia as abreviaturas das palavras chaves (keywords), e a verificação da sintaxe ocorria apenas depois de executar um programa.
Atari Microsoft BASIC existia em dois pacotes:
- Disquete - CX8126.
- Cassete - RX8035.